# ORCID

Logo von ORCID

Die Non-Profit-Organisation ORCID (Aussprache [ˈɔːrkɪd]) wurde 2010 gegründet und vergibt seit 2012 ORCID-iDs. Die ORCID-iD ist ein überwiegend numerischer Code, der eine Webressource der ORCID-Organisation auflöst, unter der Personen wissenschaftliche Arbeiten auflisten können.

## Geschichte
Der Name ORCID geht auf die „Open Researcher Contributor Identification Initiative“ (ORCID Initiative) zurück, die zwischen 2009 und der offiziellen Firmengründung 2010 die Aktivitäten organisierte. Die Langform des Akronyms wird von ORCID heute allerdings nicht mehr verwendet, sie fehlt bereits in der Gründungsurkunde. Laut der ORCID-Website steht der Name jetzt für „Open Researcher and Contributor ID“. Zu den Gründungsmitgliedern von ORCID gehören wissenschaftliche Verlagsgruppen (beispielsweise Elsevier, Nature Publishing Group, Springer) und Forschungsorganisationen (beispielsweise EMBO, CERN).
Das ORCID-iD-Verzeichnis nahm den öffentlichen Betrieb am 16. Oktober 2012 offiziell auf. Am Jahresende 2012 hatte ORCID 42.918 Registrierte, bei Jahresende 2013 waren es 460.000 Anmeldungen und Anfang Dezember 2016 hatte ORCID mehr als 2.780.000 Autorenidentifikationen ausgestellt; im Januar 2018 waren es 4,3 Mio., im April 2020 bereits 8,4 Mio. Zum 1. Januar 2016 haben mehrere Verlage für wissenschaftliche Publikationen (z. B. Royal Society, PLOS) eine obligatorische Identifikation per ORCID für die einreichenden Autoren wissenschaftlicher Manuskripte eingeführt.
Zur Förderung von ORCID in Deutschland finanzierte die Deutsche Forschungsgemeinschaft das Projekt ORCID DE in zwei Förderphasen von 2016 bis 2019 und von 2020 bis 2022. Projektpartner waren DataCite, die Deutsche Nationalbibliothek, das Helmholtz Open Science Office der Helmholtz-Gemeinschaft Deutscher Forschungszentren, die Universitätsbibliothek Bielefeld und die Technische Informationsbibliothek. Im Projekt wurden 186.000 ORCID-iDs mit der Gemeinsamen Normdatei verknüpft.
In einer Bilanz betonten die Forscher, dass ORCID im Verlauf des Projekts zum „internationalen de facto Standard für die Identifikation von Forschern“ geworden ist, die Annahme des Standards in Deutschland signifikant ausgeweitet wurde (von 44.000 im Mai 2016 auf über 300.000 IDs im Januar 2023), sehen aber weiter Herausforderungen, insbesondere bezüglich der klaren Kommunikation der Möglichkeiten und Ziele von ORCID und der Metadata-Qualität der ORCID-Einträge. Die Förderung der ORCID wird seit 2023 im Rahmen des PID Network Germany von der DFG weitergeführt.
Die Marketing- und Verlagsservice des Buchhandels GmbH (MVB), die das Verzeichnis lieferbarer Bücher herausgibt,  kündigte im September 2024 an, dass die Verwendung von ISNI bzw. ORCID ab 2026 „statusrelevant“ werden wird. Bis Ende 2025 haben die Verlage Zeit, ihre Titel für mindestens einen Autor oder Herausgeber mit einer ISNI oder ORCID zu verknüpfen, um den Goldstatus einer hohen Datenqualität zu erlangen. Goldstatus bedeutet, dass die Gebühr für den Eintrag im VLB etwas geringer ausfällt.

## Zweck
ORCID verfolgt das Ziel, seine Identifizierungsnummer im Sinne eines „enter once, reuse often“ (einmal erfassen, vielfach nachnutzen) zum De-facto-Standard für die Autorenidentifikation im Wissenschaftsbetrieb, also bei Publikationen, Forschungsförderprogrammen und Peer Reviews, zu etablieren. ORCID-iDs sollen die elektronische Zuordnung von Publikationen und anderen Forschungsaktivitäten und -erzeugnissen zu Forschern erleichtern. Dies ist aufgrund der Personennamen alleine nicht sicher möglich, etwa wenn verschiedene Autoren gleiche Namen haben. Weiterhin kann die zusätzliche Angabe des Identifiers auch helfen, Werke derselben Person nach Namensänderung (beispielsweise bei Heirat) oder bei Auftreten unterschiedlicher Schreibvarianten (ausgeschriebene Vornamen vs. nur Initialen) zuzuordnen.

## Struktur des Codes

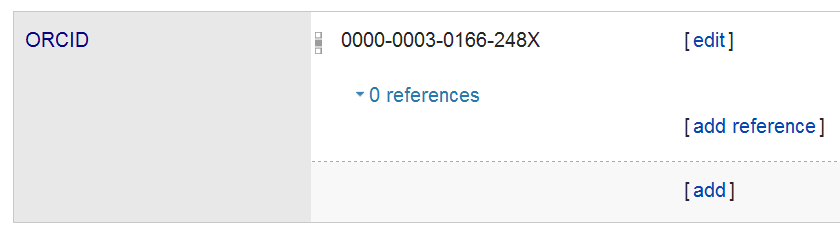
ORCID von Nick Jennings

Die Internationale Organisation für Normung hat Spezifikationen für den International Standard Name Identifier (ISNI) erarbeitet und als internationale Norm ISO 27729 festgelegt. Hinsichtlich der Struktur des Identifikators erfüllt auch ORCID diese Norm, die ORCID-Identifikatoren bestehen also aus 16 Zeichen, die in Vierer-Gruppen geschrieben werden. Die ersten fünfzehn Zeichen sind Dezimalziffern, das letzte eine Prüfziffer, die auch „X“ sein kann. In den Ziffern der ORCID ist keinerlei Information über die Person enthalten.
Für ORCID-Identifikatoren sind die zwei ISNI-Bereiche von 0000-0001-5000-0007 bis 0000-0003-5000-0001 und 0009-0000-0000-0000 bis 0009-0010-0000-0000 reserviert.